# Gareth Davies (rugby à XV, 1990)
Pour les articles homonymes, voir Gareth Davies.

a Compétitions nationales et continentales officielles uniquement.

b Matchs officiels uniquement.
Dernière mise à jour le 27 août 2023.
Gareth Davies, né le 18 août 1990 à Carmarthen (pays de Galles), est un joueur international gallois de rugby à XV jouant au poste de demi de mêlée aux Scarlets en United Rugby Championship depuis 2009.

## Biographie
Parlant couramment le gallois, Davies a étudié le développement du sport au Coleg Sir Gar de Llanelli. Issu du centre de formation de Llanelli, il a disputé près de 100 matchs et marqué plus de 100 points pour l'équipe fanion du club à peine 24 ans.
Il s'illustre particulièrement lors de la saison 2013-2014 de Pro12, terminant meilleur marqueur d'essai avec dix réalisations. Cette performance attire l'attention du sélectionneur Warren Gatland qui le convoque dans le groupe gallois pour la tournée en Afrique du Sud. Il connait sa première cape internationale le 14 juin 2014 contre l'Afrique du Sud.
En janvier 2024, il est sélectionné pour le Tournoi des Six Nations.

## Statistiques
Au 27 août 2024, Gareth Davies compte un total de 77 capes disputées sous le maillot gallois, dont 44 en tant que titulaire, inscrivant 85 points soit 17 essais. Il obtient sa première sélection 14 juin 2014 contre l'Afrique du Sud.
Il participe à huit éditions du Tournoi des Six Nations, en 2015, 2016, 2017, 2018, 2019, 2020, 2021 et 2022.
Il participe à deux éditions de la Coupe du monde, en 2015 où il joue cinq rencontres, face à l'Uruguay, l'Angleterre, les Fidji, l'Australie et l'Afrique du Sud. Et en 2019 où il affronte la Géorgie, l'Australie, les Fidji, l'Uruguay, la France, l'Afrique du Sud et la Nouvelle-Zélande. Il inscrit 7 essais, trois face à l'Uruguay, un contre l'Angleterre, un contre les Fidji, un contre l'Afrique du Sud et un contre l'Australie.

## Palmarès

### En province
- Scarlets
  - Vainqueur du Pro12 en 2017
  - Finaliste du Pro14 en 2018

### En sélection nationale
- Pays de Galles
  - Vainqueur du Tournoi des Six Nations en 2019 (Grand Chelem) et 2021